# Thorakotomie
Unter Thorakotomie versteht man die chirurgische Eröffnung des Thorax durch einen zwischen zwei Rippen erfolgenden Interkostalschnitt (von Ferdinand Sauerbruch in Zürich – zwischen 1910 und 1914 – so benannter Zwischenrippen-Schnitt im Intercostalraum). Man unterscheidet verschiedene Varianten der Thorakotomie, je nach Ort des Schnittes und Größe des Eingriffs.

## Verfahren

### Posterolaterale Thorakotomie
Die gängigste Variante der Thorakotomie ist der posterolaterale (seitliche), etwa vom lateralen Rand des Schulterblatts bis zur Mammillarlinie verlaufende Schnitt im 5. Intercostalraum. Der Thorax wird hierbei etwa auf einer Länge von 25 cm eröffnet. Dieser Zugang wird verwendet zur chirurgischen Entfernung von Lungenteilen, -lappen oder eines ganzen Lungenflügels, zum Beispiel bei Tumoren der Lunge.

### Anterolaterale Thorakotomie
Im Falle einer Transplantation beider Lungenflügel wird statt des seitlichen Zugangs ein Schnitt auf der vorderen Rumpfwand im 4. Intercostalraum geführt, auf der gesamten Länge zwischen beiden Axillarlinien. Notwendig ist diese deutlich aufwendigere Operation etwa infolge einer Lungenfibrose. Bedingt durch die Schnittführung über beide Thoraxhälften wird deutlich mehr Haut- und Muskelgewebe durchtrennt, wodurch die postoperative Heilung aufwendiger wird.

### Dorsolaterale Thorakotomie
Die dorsale Thorakotomie gehört zu den ältesten Zugangswegen. Sie wird heute jedoch nur noch in besonderen Fällen gewählt, zum Beispiel bei schlecht erreichbaren, dorsal-wandständigen Tumoren. Der Schnitt verläuft unterhalb des Schulterblattes. Da bei diesem Schnitt mehrere kräftige Muskeln der hinteren Rumpfmuskulatur (u. a. der Musculus trapezius) durchtrennt werden müssen, gilt dieser Weg als deutlich traumatischer und in der Heilung schmerzhafter, als der posterolaterale Schnitt.

### Clamshell-Thorakotomie
In einigen, überwiegend angelsächsischen Ländern wird in der Notfallmedizin eine sogenannte Clamshell-Thorakotomie (Bilateral anterior thoracothomy) durchgeführt, welche die komplette Eröffnung des Thorax im 5. Intercostalraum (Rippenzwischenraum) bedeutet. Ziel dieses Verfahrens ist es, den Herzbeutel zu eröffnen, eine proximale Aortenkompression und eine interne Herzdruckmassage durchzuführen. Als Indikation einer Clamshell-Thorakotomie wird ein Kreislaufstillstand bei einer penetrierenden Thorax- bzw. Oberbauchverletzung angesehen, wenn durch diese eine externe Herzdruckmassage nicht möglich ist.
Kontraindiziert ist sie bei stumpfen Abdominaltraumen, bei Patienten die seit mehr als 10 Minuten keine kardiale Auswurfleistung besitzen und jedem Patienten, der noch einen messbaren Puls hat. Ebenso abgeraten wird von dem Verfahren bei Patienten mit massiven Schädelverletzungen sowie bei nicht speziell dafür qualifiziertem Personal oder mangelnder Ausrüstung. Das Verfahren sollte generell nur durchgeführt werden, wenn der Patient nicht innerhalb von 10 Minuten nach Eintreten des Herz-Kreislauf-Stillstandes operativ versorgt werden kann.

### Minithorakotomie
Hierunter versteht man eine Thorakotomie mit einem Schnitt von höchstens 10 cm Länge. Diese Form des operativen Zugangs wird in der Regel bei diagnostischen Lungen-Keilresektionen verwendet, wenn eine Probengewinnung durch eine Video-assistierte Thorakoskopie (VATS) nicht möglich ist. Auch bei der Anlage einer Thoraxdrainage wird heute in der Regel eine Minithorakotomie eingesetzt, im Gegensatz zum früheren Anwenden eines Trokars.

## Begriffsabgrenzung
Weiterhin ist es möglich, den Thorax mittels eines Längsschnittes durch das Brustbein zu eröffnen. Aufgrund des grundsätzlich anderen Zugangsweges (nicht parallel zu den Rippen) wird diese Sternotomie als eigener Zugangsweg gesehen und nicht zu den Thorakotomien gezählt, obwohl auch sie den Thorax öffnet.